# Aeolochroma metarhodata
Aeolochroma metarhodata là một loài bướm đêm thuộc họ Geometridae. Loài này có ở Queensland, New South Wales, và Victoria.
Ấu trùng ăn các loài Leptospermum flavescens.

## Hình ảnh

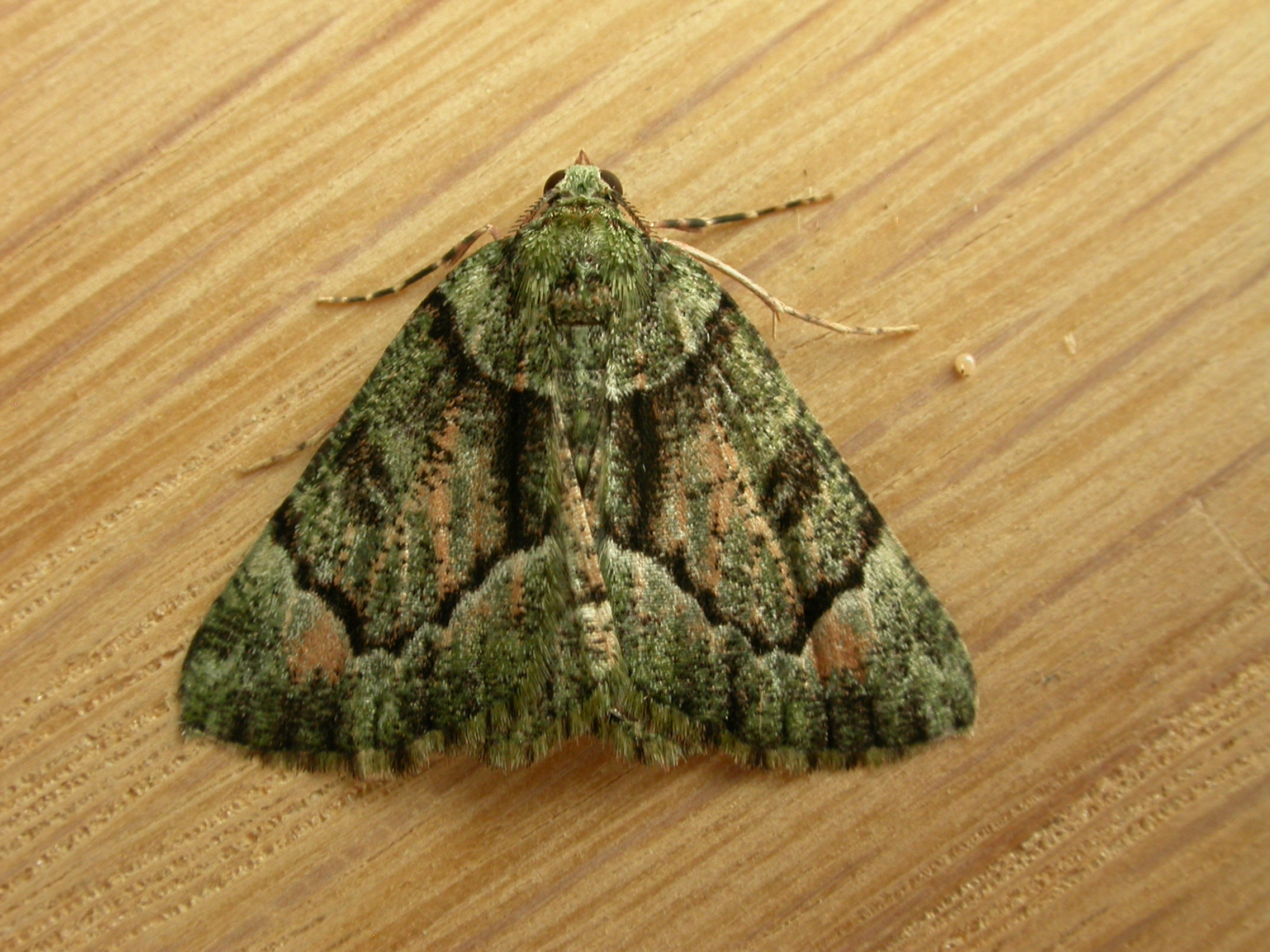
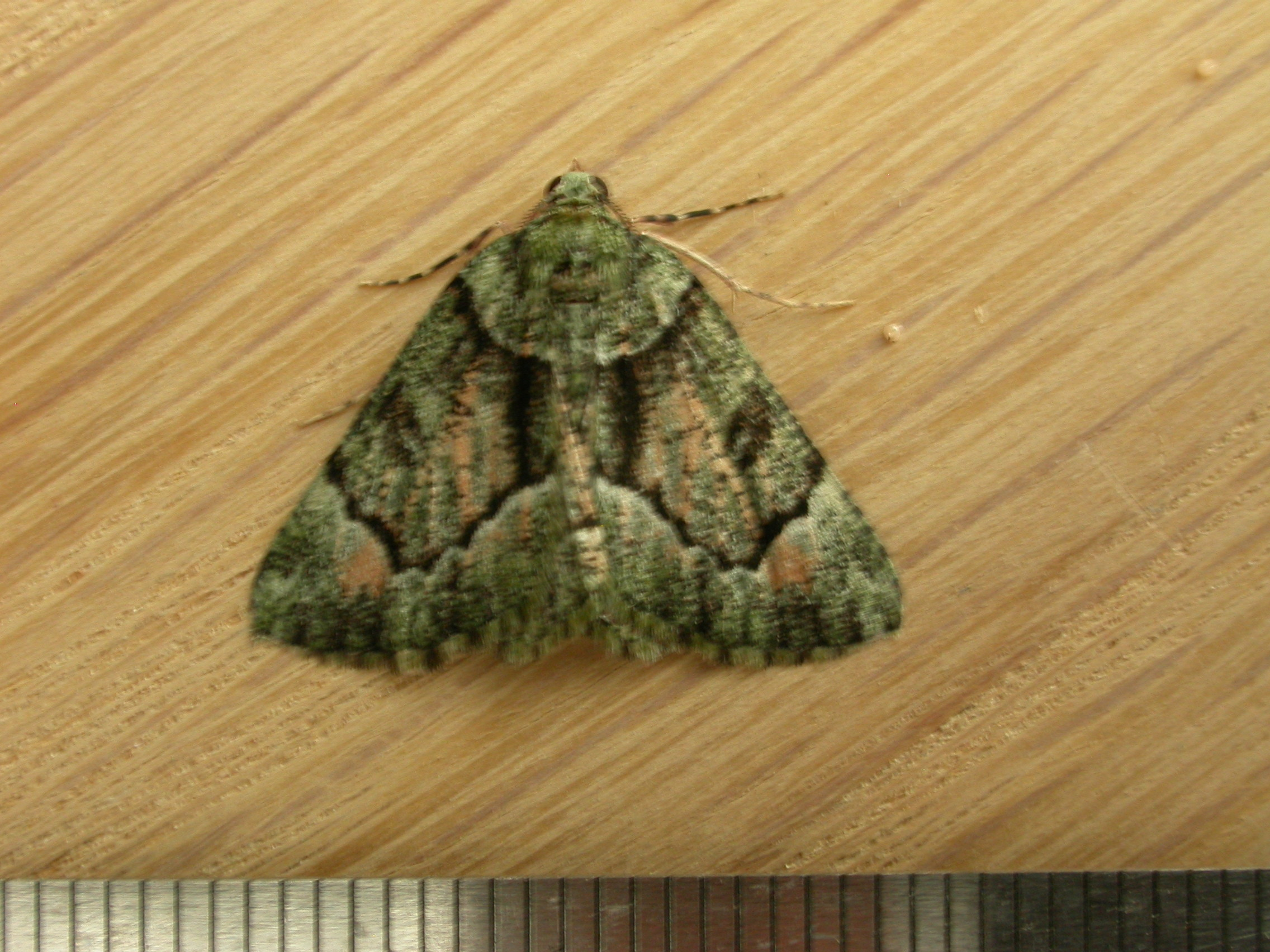